# Rantau Pandan (plaats)
Rantau Pandan is een bestuurslaag in het regentschap Bungo van de provincie Jambi, Indonesië. Rantau Pandan telt 3237 inwoners (volkstelling 2010).